# Frank Hamann
Frank Hamann (* 28. Januar 1957 in Annaberg-Buchholz) ist ein deutscher Politiker (SPD).

## Leben und Beruf
Nach dem Abitur studierte Hamann von 1978 bis 1982 Sport und Geschichte an der Pädagogischen Hochschule Magdeburg. Von 1982 bis 1990 arbeitete er als Lehrer. Ab 1994 war er als Technischer Angestellter tätig. Hamann ist verheiratet und hat drei Kinder.

## Politik
Im Jahr 1990 wurde Hamann in die Gemeindevertretung von Hennickendorf gewählt. 1993 wurde er Mitglied des Amtsausschusses des Amts Rüdersdorf.
Bei der Landtagswahl in Brandenburg 1994 wurde Hamann als Direktkandidat der SPD im Wahlkreis 18 (Märkisch-Oderland III) in den brandenburgischen Landtag gewählt. Er war Abgeordneter vom 11. Oktober 1994 bis zum 29. September 1999. Im Landtag war er Mitglied des Ausschusses für Brandenburg-Berlin und im Ausschuss für Stadtentwicklung, Wohnen und Verkehr. Bei der Wahl 1999 wurde er nicht wieder in den Landtag gewählt.